# Ладжамісан
Ладжамісан (XIV ст.) — 8-й ооні (володар) держави Іле-Іфе на території сьогоднішньої Нігерії.

## Життєпис
Вважається сином або онуком оомі Ораньяна. Повалив оомі Айєтісе, якого через належність до роду Одалуфона, вважав незаконним володарем. Сам Ладжамісан вів родовід до засновника Іфе — Одудуа. Відповідно до міфів та легенд закріпив правління свого роду. Тепер династія стала називатися на його ім'я.
Після смерті Ладжамісана трон успадкував його син Ладжодугун.